# Raúl Benítez (político)
Raúl Antonio Benítez Talavera (Asunción, 21 de septiembre de 1993) es un político y activista paraguayo. Desde 2023 es diputado nacional por Central, representando al Partido Encuentro Nacional.
Benítez se hizo conocido en 2015, por su papel como vocero del movimiento estudiantil «UNA no te calles», que protagonizó la Primavera Estudiantil Paraguaya, una movilización que denunció graves casos de corrupción administrativa en la Universidad Nacional de Asunción. El movimiento derivó en la destitución y posterior procesamiento judicial del entonces rector, Froilán Peralta.

## Primeros años

### Vida personal y familiar
Raúl Antonio Benítez Talavera nació el 21 de septiembre de 1993 en Asunción, pero creció en Lambaré, ciudad con la que se identifica. Tiene cinco hermanas. También es conocido como «Raulito».

### Educación
Benítez cursó sus estudios secundarios en el Colegio Cristo Rey, donde inició su militancia estudiantil.
Posteriormente, Benítez ingresó a la Facultad de Ingeniería de la Universidad Nacional de Asunción, donde se graduó como ingeniero electromecánico. Durante su paso por dicha institución, participó activamente en el centro de estudiantes y presidió la Federación de Estudiantes de la UNA (FEUNA). Fue uno de los líderes visibles del movimiento «UNA no te calles», iniciado en 2015, impulsando reformas internas, auditorías institucionales y causas judiciales contra autoridades universitarias implicadas en hechos de corrupción. El movimiento logró la condena del rector Froilán Peralta.

### Trabajo social
Benítez trabajó como docente de física y matemática en instituciones educativas de Asunción y sus alrededores. Fue coordinador de proyectos de innovación educativa y tecnológica vinculados a la Fundación Scholas Ocurrentes, promoviendo el acceso a la educación en sectores vulnerables.
En el ámbito social, Benítez participó en programas de voluntariado en barrios periféricos y centros penitenciarios, enfocándose en la inclusión juvenil, la equidad territorial y el fortalecimiento del sistema educativo público.

## Trayectoria política
Benítez fue electo a la Cámara de Diputados, en representación del departamento Central, en las elecciones generales del 2023, asumiendo el cargo el 30 de junio de ese año. En dichas elecciones hizo campaña junto a Kattya González, líder de su partido y entonces diputada por Central, quien fue electa al Senado. En el Congreso ha trabajado principalmente junto a ella, así como con otros representantes de la oposición, como Johanna Ortega. Ha sido una de las principales voces a favor del regreso de González al Senado, luego de que esta haya sido destituida por la bancada cartista en febrero de 2024.
Benítez se opone al gobernante Partido Colorado y al cartismo, acusando a estos últimos de graves actos de corrupción y otros supuestos hechos punibles, así como de autoritarismo. Además, Benítez propone reformar los servicios públicos del país, que según él son muy pobres, especialmente el transporte público.